# Gram-Schmidt-processen
Inden for Lineær algebra er Gram-Schmidt-processen en algoritme til at ortonormalisere et endeligt set af lineært uafhængige vektorer inden for et indre produkt-rum, ofte for Rn udstyret med  skalarproduktet.
Processen er opkaldt efter den danske matematiker Jørgen Pedersen Gram og tysk-baltiske matematiker Erhard Schmidt, selvom den tidligere har været taget i brug af Laplace.

## Gram–Schmidt processen
Gram-Schmidt processen bygger på ortogonale projektioner
{\displaystyle \mathrm {proj} _{\mathbf {u} }\,(\mathbf {v} )={\langle \mathbf {v} ,\mathbf {u} \rangle  \over \langle \mathbf {u} ,\mathbf {u} \rangle }{\mathbf {u} },}
hvor {\displaystyle \langle \mathbf {u} ,\mathbf {v} \rangle } betegner det Indre produkt af vektorerne u og v. Projektionen projicerer vektoreren v ned på u og skaber da en ny vektor med samme retning sum u, men med den projicerede længde.
Følgende betegner Gram-Schhmidt processen:
{\displaystyle {\begin{aligned}\mathbf {u} _{1}&=\mathbf {v} _{1},&\mathbf {e} _{1}&={\mathbf {u} _{1} \over \|\mathbf {u} _{1}\|}\\\mathbf {u} _{2}&=\mathbf {v} _{2}-\mathrm {proj} _{\mathbf {u} _{1}}\,(\mathbf {v} _{2}),&\mathbf {e} _{2}&={\mathbf {u} _{2} \over \|\mathbf {u} _{2}\|}\\\mathbf {u} _{3}&=\mathbf {v} _{3}-\mathrm {proj} _{\mathbf {u} _{1}}\,(\mathbf {v} _{3})-\mathrm {proj} _{\mathbf {u} _{2}}\,(\mathbf {v} _{3}),&\mathbf {e} _{3}&={\mathbf {u} _{3} \over \|\mathbf {u} _{3}\|}\\\mathbf {u} _{4}&=\mathbf {v} _{4}-\mathrm {proj} _{\mathbf {u} _{1}}\,(\mathbf {v} _{4})-\mathrm {proj} _{\mathbf {u} _{2}}\,(\mathbf {v} _{4})-\mathrm {proj} _{\mathbf {u} _{3}}\,(\mathbf {v} _{4}),&\mathbf {e} _{4}&={\mathbf {u} _{4} \over \|\mathbf {u} _{4}\|}\\&{}\ \ \vdots &&{}\ \ \vdots \\\mathbf {u} _{k}&=\mathbf {v} _{k}-\sum _{j=1}^{k-1}\mathrm {proj} _{\mathbf {u} _{j}}\,(\mathbf {v} _{k}),&\mathbf {e} _{k}&={\mathbf {u} _{k} \over \|\mathbf {u} _{k}\|}.\end{aligned}}}
hvor vektorerne v1...vk betegner inputtet bestående af lineært uafhængige vektorer og e1...ek de resulterende ortonormaliserede vektorer. Yderligere er vektorerne u1...uk også en ortogonal mængde, men uden garanti for at have længden 1.

## Eksempel

### Euklidisk rum
Som Eksempel ses på vektorrummet R4 udstyret med skalarproduktet.
Lad 
{\displaystyle \mathbf {v} _{1}={\begin{pmatrix}1\\1\\1\\1\end{pmatrix}},\mathbf {v} _{2}={\begin{pmatrix}1\\1\\0\\0\end{pmatrix}},\mathbf {v} _{3}={\begin{pmatrix}3\\1\\1\\-1\end{pmatrix}}}
Det er givet at v1, v2 og v3 er lineært uafhængige.
Gram-Schmidt udføres:
{\displaystyle \mathbf {u} _{1}=\mathbf {v} _{1}={\begin{pmatrix}1\\1\\1\\1\end{pmatrix}}}
{\displaystyle \mathbf {u} _{2}=\mathbf {v} _{2}-\mathrm {proj} _{\mathbf {u} _{1}}\,(\mathbf {v} _{2})={\begin{pmatrix}1\\1\\0\\0\end{pmatrix}}-\mathrm {proj} _{\begin{pmatrix}1\\1\\1\\1\end{pmatrix}}\,{\begin{pmatrix}1\\1\\0\\0\end{pmatrix}}={\begin{pmatrix}1\\1\\0\\0\end{pmatrix}}-{1 \over 2}{\begin{pmatrix}1\\1\\1\\1\end{pmatrix}}={\begin{pmatrix}1/2\\1/2\\-1/2\\-1/2\end{pmatrix}}}
{\displaystyle \mathbf {u} _{3}=\mathbf {v} _{3}-\mathrm {proj} _{\mathbf {u} _{1}}\,(\mathbf {v} _{3})-\mathrm {proj} _{\mathbf {u} _{2}}\,(\mathbf {v} _{3})={\begin{pmatrix}3\\1\\1\\-1\end{pmatrix}}-\mathrm {proj} _{\begin{pmatrix}1\\1\\1\\1\end{pmatrix}}\,{\begin{pmatrix}3\\1\\1\\-1\end{pmatrix}}-\mathrm {proj} _{\begin{pmatrix}1\\1\\0\\0\end{pmatrix}}\,{\begin{pmatrix}3\\1\\1\\-1\end{pmatrix}}={\begin{pmatrix}3\\1\\1\\-1\end{pmatrix}}-{\begin{pmatrix}1\\1\\1\\1\end{pmatrix}}-2{\begin{pmatrix}1/2\\1/2\\-1/2\\-1/2\end{pmatrix}}={\begin{pmatrix}1\\-1\\1\\-1\end{pmatrix}}}
Det kan tjekkes om vektorerne er ortogonale ved at beregne de indbyrdes skalarprodukter. Eksempelvis u1 og u3:
{\displaystyle \langle \mathbf {u} _{1},\mathbf {u} _{3}\rangle =\left\langle {\begin{pmatrix}1\\1\\1\\1\end{pmatrix}},{\begin{pmatrix}1\\-1\\1\\-1\end{pmatrix}}\right\rangle =1-1+1-1=0,}
Vektorerne er ortogonale da deres indre produkt er 0.
For at finde de normaliserede vektorer e1, e2 og e3 gøres følgende:
{\displaystyle \mathbf {e} _{1}={\mathbf {u} _{1} \over \|\mathbf {u} _{1}\|}={1 \over 2}{\begin{pmatrix}1\\1\\1\\1\end{pmatrix}}={\begin{pmatrix}1/2\\1/2\\1/2\\1/2\end{pmatrix}}}
{\displaystyle \mathbf {e} _{2}={\mathbf {u} _{2} \over \|\mathbf {u} _{2}\|}={\begin{pmatrix}1/2\\1/2\\-1/2\\-1/2\end{pmatrix}}}
{\displaystyle \mathbf {e} _{3}={\mathbf {u} _{3} \over \|\mathbf {u} _{3}\|}={1 \over 2}{\begin{pmatrix}1\\-1\\1\\-1\end{pmatrix}}}

## Reference
- Thomsen, Jesper Funnch (2020), Lineær algebra, Aarhus Universitet, Institut for matematik
- Gram–Schmidt process